# Agenti dementi
Agenti dementi (ve španělském originále La Gran aventura de Mortadelo y Filemón) je španělská ztřeštěná komedie. Film je natočený podle komiksové předlohy Filemon y Mortadelo. Ve španělsku se film po své premiéře stal velmi oblíbeným a zájem o vstupenky do kina na tento film byl rekordní.[zdroj⁠?!]

## Děj filmu
Vše začíná tím, že někdo ukradl velmi nebezpečný vynález Zastrašovací Demoralizér Vojenských Jednotek (zkratkou ZDVJ). O tom se dozví Totálně Inteligentní Agentura (zkratkou T.I.A). Největší průšvih je v tom, že se tento stroj dostal k diktátorovi fiktivní země Tiranie. Navíc diktátor ho chce hned využít, aby porazil ve válce Anglii. Velitel T.I.A v žádném případě nechce, aby na případu (sebrání ZDVJ diktátorovi Tiranie) jakkoliv spolupracovali 2 jeho neschopní agenti Mortadelo a Filemon a místo nich raději najme z konkurenční detektivní agentury detektiva Fredyho Mazase. Mortadelo a Filemon na to ale přijdou a chtějí případ vyřešit sami. Podaří se jim zjistit, že je Fredy Mazas podplacený a nastrčený samotným diktátorem. Na konci filmu Mortadelo zjistí, že diktátor je jeho otec.

## Hlavní postavy
- Mortadelo – Plešatý, vysoký, většinou nosí černý kabát. Velmi rád se převléká do všeho možného.
- Filemon – Největší přítel Mortadela. Má krátké vlasy jen po bocích hlavy a na vrchu hlavy je plešatý. Nosí bílou košili a červené kalhoty.
- Vicente – Šéf agentury T.I.A. Má knír a modrý oblek. Svoje podřízené přímo buzeruje a také je trestán za chyby svých podřízených Mortadela a Filemona.
- Diktátor – Má šedý knír a krátké šedé vlasy, chladnokrevný, je to otec Mortadela.
- Bacterio – Šílený vynálezce, tvoří zajímavé vynálezy, které ale málokdy fungují. Nosí černé dlouhé vousy, za které ho ostatní někdy tahají.